# Anishinaabemowin
Els ojibwe són un poble algonquí nadiu de l'Amèrica del Nord, de vegades també anomenats ojibwa ('els qui fan pictogrames'), chippewa ('de tant arrugat sembla torrat', en referència al cosit en forma d'agulla del seu calçat) o el seu nom propi, anishinaabemowin (ᐊᓂᔑᓈᐯᒧᐎᓐ 'humans espontanis'), i que té la denominació oficial de chippewa als Estats Units i d’ojibwa al Canadà. Sovint, però, també els anomenaven saulteaux, per la vila de Sault Sainte Marie, un dels seus llocs d'origen. Es dividien en 19 tribus.
Originalment es componia de diversos grups lingüístics:
- Ojibwa de l'Oest, que se subdivideix en:
  - Ojibwa de les planures, al sud de Manitoba, vora el llac Winnipeg
  - Ojibwa del llac, al nord de Minnesota
  - Ojibwa del bosc, al nord de Minnesota
  - Ojibwa de Saskatchewan
- Ojibwa de l'Est, als marges del llac Huron (SE Ontario) i que inclou el subgrup dels nipissing (el seu nom ve de nipisiriniwok, 'gent de l'aigua petita').
- Ojibwa del Nord o saulteaux, que comprèn els grups:
  - Llac Island, a Manitoba
  - Llac Trout i llac Round, a l'oest d'Ontario
  - Chippewa, a Minnesota, Wisconsin, Montana i Michigan
  - Odawa, considerats com una tribu a part, en el llac Manitoulin

## Subdivisions

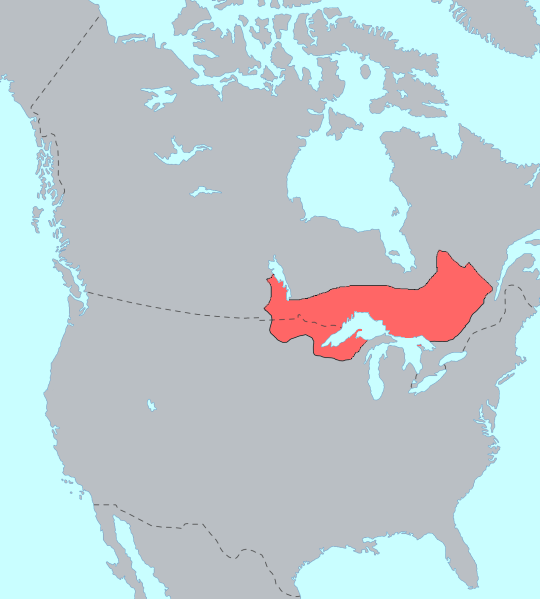
Distribució dels ojibwa

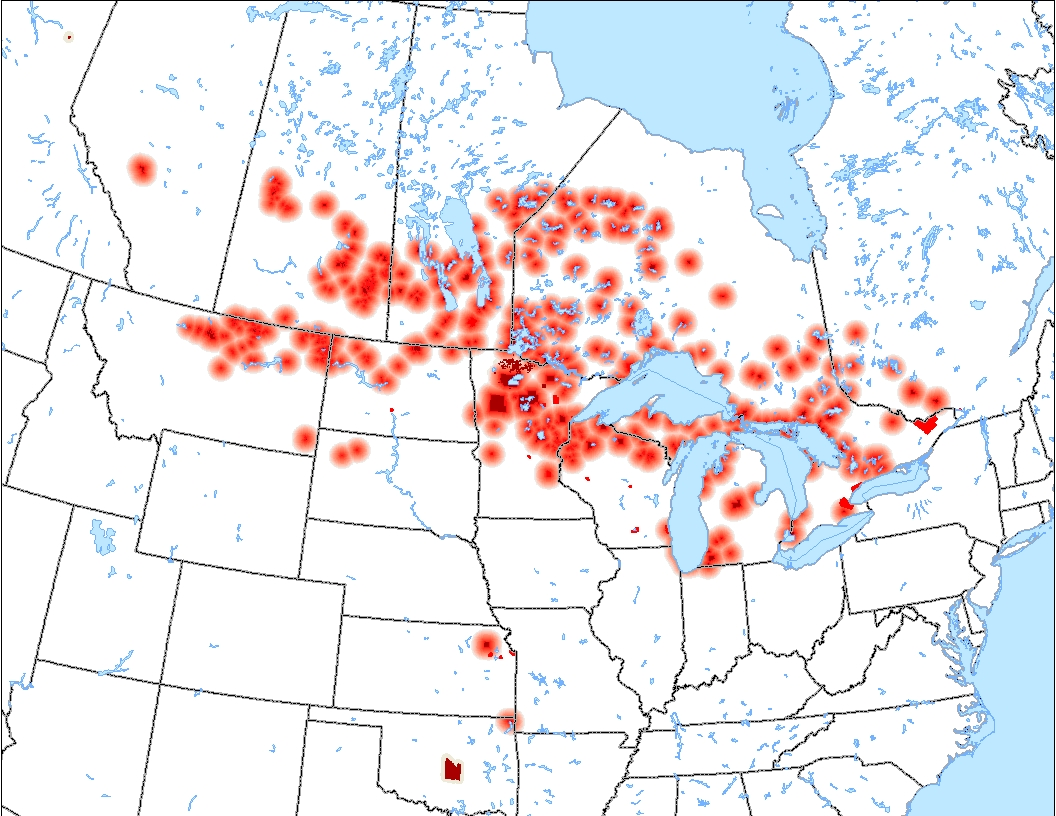
Reserves actuals dels chippewa

Els dels EUA estan dividits en 17 tribus i bandes: a Minnesota, les tribus Font du Lac Chippewa, Grand Portage, Nett Lake, Saginaw, White Earth i Minnesota Chippewa, i la banda Red Lake; a Wisconsin, les tribus Sokoagon i Sainte Croix i les bandes Bad River, Lac Court Oreilles, Lac du Flambeau i Red Cliff; a Michigan, la tribu Sault Sainte Marie i la banda Grand Traverse; a Dakota del Nord, la banda Turtle Mountain, i a Montana la tribu Chippewa-Cree.
A Canadà, hi ha 68 bandes a Ontario (endemés de 6 compartides amb els cree, 2 amb els ottawa i un amb els potawatomi), 27 a Manitoba (i 5 més amb els cree) i 8 amb els Saskatchewan (i 3 més amb els cree).

## Llocs d'establiment
Vivien als marges dels llacs Superior i Huron, i a Dakota del Nord, ocupant també amples zones de Wisconsin, SO d'Ontario i NE de Minnesota. Ocupaven tot el territori des de Minnesota fins a les Turtle Mountains (Montana).
Actualment, viuen en nombroses reserves tant dels EUA com del Canadà. Les principals estan situades a: 
- Michigan: reserves Isabella i l'Anse.
- Wisconsin: reserves de Lac du Flambeau, Bad River, Lac Court Oreilles i Red Cliff.
- Minnesota: reserves Red Lake, Leech Lake, White Earth i Fond du Lac.
- Dakota del Nord: reserva Turtle Mountain.
- Montana: reserva de Rocky Boys, compartida amb els cree.
- Ontario: (9 reserves) Fort Albany (amb cree), Fort Hope, Long Lake, Ogoki, Bay Mills, Garden River, Walpole, Spanish River i Wikwemikong.
- Manitoba: (6 reserves) Fort Maurepas, Fort Lareine, Berens River, Sandy Bay, Waterhen i Hollow Water.
- Saskatchewan: una amb els cree i l'altra amb els assiniboines.

## Demografia
Es creu que eren uns 35.000 en el segle xvii, però baixaren a 25.000 el 1760, època en què vivien en petites bandes molt disperses. El 1795 hi havia entre 10 i 15.000 a Michigan. El 1900 hi havia 30.000 indis, dels quals 10.144 vivien als EUA (el 1884 hi havia 9.000 Nipissing a Ontario). Cap al 1960 hi havia uns 50.000 al Canadà i 32.000 als EUA, repartits entre els estats següents: 
- Minnesota: 17.195 individus
- Dakota del Nord: 7.586 individus
- Wisconsin: 5.063 individus
- Michigan: 1.513 individus
- Montana: 568 individus

El 1970 hi havia uns 30.000 als EUA (Michigan, Minnessotta, Wisconsin, Dakota del Nord i Montana) i uns 50.000 al Canadà (Ontario, Saskatchewan i Manitoba). El 1990 hi havia uns 200.000 individus, dels quals el 66% vivien al Canadà.
Pel que fa a la llengua, segons dades del 1980, hi havia 93.000 individus, dels quals 51.000 parlaven la llengua, i es dividien en:
- Ojibwa de l'Est: 25.000 individus, dels quals 8.000 encara parlen la llengua. Viuen al llac Huron, SE Ontario, Michigan, Wisconsin i Oklahoma.
- Saulteaux: 8.000 parlants de la llengua, a Manitoba central i nord d'Ontario.
- Ojibwa de l'Oest: 60.000 individus, dels quals 35.000 encara parlen la llengua, al sud de Manitoba, oest d'Ontario i oest de Minnesota.

Al Canadà hi havia enregistrats a les reserves 120.160 ojibwa (61.291 a Ontario, 45.994 a Manitoba i 12.875 a Saskatchewan). També hi ha 24.093 barrejats amb els cree (ojicree), 6.406 a Ontario, 12.726 a Manitoba i 4.961 a Saskatchewan. Hi ha 1.355 ojibwa-ottawa i 3.884 ojibwa-potawatomi. Segons el cens del 1996, hi havia 140.000. Segons el cens dels EUA del 1960, hi havia 149.550 individus.

## Costums
Originàriament, segons les relacions dels jesuïtes, es dividien en bandes migratòries de cacera de caribú i d'animals de pèl fi, que se separaven a l'hivern, quan marxaven cap a territori wyandot, en unitats familiars per obtenir àrees individuals de cacera. Eren considerats bons caçadors, ja que una banda podia caçar 2.400 foques d'hivern només amb arpons i fletxes. A l'estiu es tornaven a reunir en zones de pesca. El dret als territoris de cacera pertanyia a les famílies i no a l'individu. Alguns grups conreaven blat de moro en petites extensions de terra. Les dones recollien arròs silvestre (Zitzania aquatica) amb barques i perxes de 60 cm, l'assecaven i pel setembre el molien. El sucre d'arç el molien el mes de març en makuks (recipients d'escorça de bedoll) i sempre n'oferien una mica a Manitu. També recollien una gran varietat de fruites del bosc.
La wigass (escorça de bedoll) era la base de la seva cultura material, l'obtenien pelant l'arbre sense matar-lo. Així fabricaven els wigwam amb escorça de bedoll i pals flexibles d'om amb teulada feta d'estoreta de boga (Typha latifolia). Empraven escorça de bedoll per a les canoes (feien les millors canoes de la regió i se'ls considerava experts navegants), que feien 5 metres de llarg per un d'ample, aptes per a sis persones, i vivien en wigwams en forma de volta de 4,5 x 6 metres fetes per les dones.

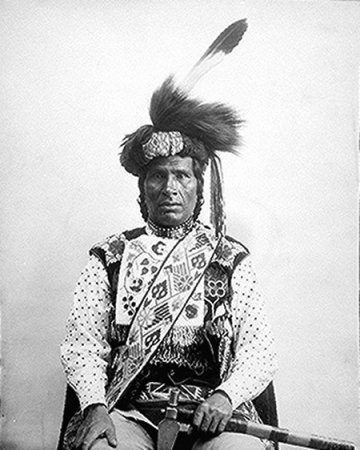
One-Called-From-A-Distance, indi chippewa de White Earth, 1894

Es dividien en clans exògams, que distribuïts entre les bandes servien per a imprimir un llaç d'unió tribal o per a nomenar cabdills nacionals. La direcció d'una banda no era originàriament un poder oficial, però els contactes amb els mercaders de pells blancs enfortiren llurs posicions, que acabaren sent hereditàries per via paterna.
La seva religió nacional era el Midewiwin o Midewigaan, celebració anyal de la Gran Societat de Medicina, una organització secreta oberta tant a homes com a dones. Es creu que es va formar a Chequamegon vers el 1680. Llurs membres passaven per un noviciat en què experimentaven visions sobrenaturals, celebrat en la cerimònia anyal que tenia com a finalitat posar-los en contacte amb el món espiritual. Els membres de la societat creien en la providència sobrenatural i en l'assistència dels déus dels membres de la Gran Societat, la qual cosa els donava molt de prestigi. Els malalts a vegades eren iniciats, i si sobrevivien n'esdevenien membres per vida. Avui dia aquest culte s'anomena medicine lodge religion i té el seu centre de culte a Saint Paul de Minnesota. La cerimònia era dirigida a l'individu i a la seva integració en una societat jeràrquica que anava més enllà de la local i del llinatge del grup.
En aquesta, el poder individual es guanyava pel contacte directe amb el sobrenatural, que es transferia per una cloïssa màgica. Tots els membres de les cases Midé en tenien una, que era dipòsit de poders sobrenaturals, i reproduïen en cada casa el poder de l'associació vist com un tot. Alhora, el mite bàsic de l'associació afirmava que s'havia format abans que qualssevol tòtems d'ascendència de grup, i que per això tenia prioritat sobre qualsevol grup particular de llinatge. L'associació estava graduada en nivells superiors i inferiors. La riquesa era un requisit per a l'ascens social. El lideratge era més important que el desenvolupament en la guerra i en el comerç de pells. L'ètica del Midewiwin es basava en la rectitud per tal d'aconseguir una llarga vida, perquè el mal repercutia sobre l'ofensor. Prohibia robar, mentir i beure alcohol, i respectava les dones. Els membres masculins havien d'aprendre a tenir seny i moderació en el parlar.
Les cerimònies d'iniciació volien incorporar poder espiritual al candidat, que portava una bossa de medicina amb una cloïssa o migis, símbol sagrat de la societat que transmetia el poder espiritual. La cerimònia curava un malalt o interpretava un somni, i se celebrava en començar la primavera o la tardor. També feien rotllos d'escorça amb pictogrames que tenien escrits instruccions, cançons i ensenyaments. Els xamans vivien en unes estructures de vares, escorça i pells on se'ls introduïa lligats, feien prediccions i parlaven amb els esperits. Eren considerats també bons joglars, raó per la qual els hurons els consideraven com bruixots.
Creien en Kitche Manido com a personificació dels poders i potències màgiques i misterioses de la vida i de l'univers. També creien en l'aparició de Rugaru, un home de pèl llarg que apareixia quan la comunitat corria perill. També creien en Windigo, monstre caníbal sobrenatural de qui tenien por que se'ls mengés, i que mostra inconscientment la por a la fam. L'interès pel sobrenatural era molt influenciat per la vida cerimonial.

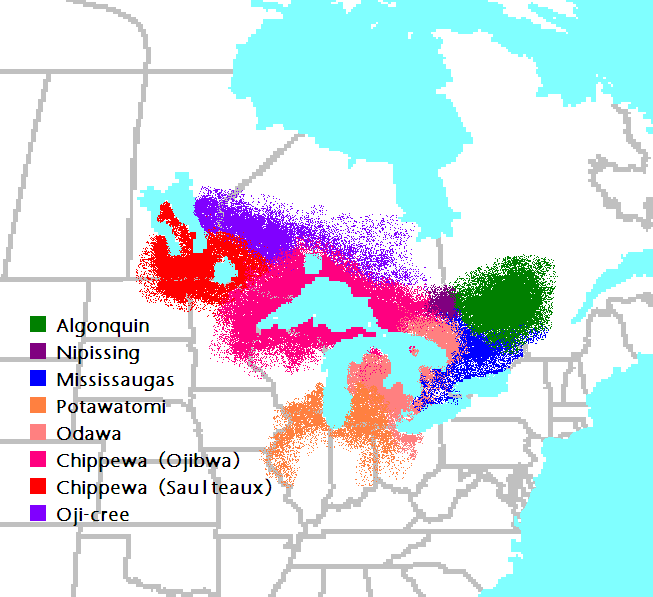
Distribució dels anishinaabe i altres pobles relacionats

## Història
Sembla que eren originaris de l'actual Sault Sainte Marie (Michigan), i d'ací marxaren al llac Superior o Gichi-gami (Grans Llacs) potser en el 1400, on segons les llegendes els va posar un gran ocell. S'ha trobat nombroses puntes de fletxa estil clovis d'aquella època a Isle Royale i al llac Nipissing. Estaven emparentats amb crees i maskegons, i es confederaven amb odawa i potawatomi en la lliga dels Tres Focs, mentre que celebraven amb els menominee la Cerimònia del Tambor. En el segle xvii se'ls separaren els odawa, que marxaren a la badia de Georgia, i dels potawatoni, que s'establiren a la península de Michigan.
Cap al 1600, obtingueren armes de foc dels traficants de pells de la badia de Hudson i dels marges del Saint Laurent. El 1613 foren visitats pels francesos al llac Nipissing. A poc a poc, s'anaren fent dependents dels productes comercials europeus, i els caps eren més poderosos quan els seus béns s'acumulaven. El 1650 foren atacats pels iroquesos, raó per la qual abandonaren els marges del llac Nipigon. El 1671, però, hi tornaren, i unes 14 tribus van retre homenatge als francesos, als quals anomenaven, com a tots els blancs, chi-mookomaan, 'grans ganivets', a Sault Sainte Marie.
D'altres s'establiren a Three Rivers, vora la missió d'Oka. El 1679 farien una aliança amb els sioux, però quan aquests atacaren als francesos, es posaren de part d'aquests últims.
Des del segle xviii s'iniciaren en el comerç de pells, ja que des del 1732 s'establiren en els posts comercials francesos. S'implicarien en totes les guerres en què aquests participaren. Així els ajudarien durant la guerra contra els britànics del 1755 al 1763, i després donarien suport a la revolta de Pontiac del 1763 i a Blue Jacket fins que fou vençut a Fallen Timbers el 1795. Van signar diversos tractats amb els EUA, com el de Greenville el 3 d'agost del 1795, pel qual se'ls concedia llibertat de cacera en els territoris cedits als EUA.
Durant la Guerra del 1812, els cabdills Shingwauk i Sessaba de Sault Sainte Marie donaren suport a Tecumseh (cabdill shawnee) i als anglesos, però John Johnson i Shingaubaywassin en donaren als americans. Tot i així, hagueren de signar el tractat de 29 de setembre del 1817 pel qual llurs terres no eren subjectes a impostos, però cedien Ohio i el llac Erie (1817), Saginaw Bay (1819) i Detroit (1807), i el de Font du Lac de 5 d'agost del 1826, mercè al qual cedien als EUA gairebé tot Wisconsin; podien explotar les terres, però la propietat restava en mans dels indis. El seu territori restaria així definitivament dividit entre el Canadà i els EUA.
Entre el 1810 i el 1831 van fer de mitjancers en el comerç de pells entre britànics i nord-americans. Alhora, el 1825 signaren el tractat de Prairie du Chien amb els sioux i el 1836 el seu cap Waubojig, líder de La Pointe, cedí tot l'oest de Michigan. Foren visitats per Catlin el 1841. El 1833 els p. E. Jasmes i J. Tanner traduïren la Bíblia a la seva llengua, Kekitchemanitomenahn gahbemah jeimunk Jesus Christ, predicada pels germans Kahkewaquonaby (P. Jones) i Thayendanegen (J. Jones), però cap al 1870 no començaren a rebre missioners cristians.
El 1854 fou creat l'estat de Minnesotta, que des del 1855 els constituí les primeres reserves, però el 90% de les terres que els van prometre no els les van donar. El 30 de setembre del 1854 s'hi creà la reserva de l'Anse a Michigan. El 1855 els EUA negociaren amb els grups de Detroit, Sault Ste. Marie, Grand River, Grand Traverse, Little Traverse, i Mackinac; el 1860 es va crear la reserva de Bay Mills (Michigan) i el 1864 la de Saginaw. El 1867 es constituiria la reserva de White Earth, mercè els oficis d'Hole-in-the-Day, on des del 1886 es van dedicar a l'agricultura. Durant aquests anys, destacarien els líders religiosos ojibwa David Sawyer Kezhegowinnenne (1812-1889) capellà metodista, John Mink Zhonii'a Giishing (1850-1943) sacerdot del Midewiwin a Court oreilles, que donà informació als antropòlegs, i el seu net James Mustache Opwagon ("Pipa", 1904-?), líder religiós del seu poble, així com el presbiterià James Redsky Eshkwaycheezhik ('Últim cel',1899-?).
El 1864 el cap dels de Pembina, Little Shell, va signar un tractat amb els EUA mercè al qual se'ls assignava 8 milions d'acres de boscos del llac, però en els 30 anys següents la reserva fou dràsticament reduïda per la pressió dels blancs, de manera que en el 1970 potser restaven 72 milles quadrades de les 1.150 de què eren titulars. D'altres foren cedides a la reserva de Fort Totten, però la majoria foren arrabassades sense pagament. Endemés, des del 1887 se'ls aplicà dràsticament l′Allotment act, pel qual es parcel·laven les terres de les reserves. El 1880 els van prendre 13.000 acres a Leech lake, i el 1895 el seu cap Bugonegijig fou arrestat per posseir licor i intentar recuperar les terres (el president el va indultar el 1898).
El 1909 una investigació federal va concloure que el 80% de llurs terres no els pertanyia realment, mentre que a la reserva de White Earth un 60% dels habitants hi patia tuberculosi, el 33% tracoma i el 20% la sífilis. El 1911 Charles T. Wright, fill del venerat cabdill Wabanquot/White Cloud va demanar a la BIA que apartés del govern tribal els mestissos, però no va tenir ressò. El 1905 hi havia 1.214 indis a Lac Court Oreilles. El 1913 es va crear la reserva d'Hannaville (Michigan) i el 1917 van morir de grip el 40% dels que vivien amb els cree al llac Nipigon.
Frances Densmore va conviure entre ells del 1907 al 1930 i en va descriure els costums. El 1934 s'aprovaria l'IRA, que beneficiaria sobretot les reserves de White Earth, Red Lake i Leech Lake. Durant la Segona Guerra Mundial els chippewa tingueren el seu heroi en la figura de l'aviador Charles Moose, però durant la mateixa època també es constituiria la Minnessota Chipewa Tribe.
Les primeres reivindicacions foren dirigides en els anys 60 per Roger Jourdain, cap dels de la reserva Red Lake, i un dels impulsors de la Twin Cities Chippewa Council, creada a Minneapolis el 1968. El 1952, endemés, intentaren traslladar els 7.000 ojibwa de Turtle Mountain (Dakota del Nord) a les ciutats, però l'estat es va negar i com a conseqüència els intentaren imposar la Termination el 1959, tot enviant-los als red ghettos de Minneapolis sense cap ajut estatal. El 1974, els Sault Sainte Marie foren reconeguts com a tribu federal.
S'iniciaren aleshores diverses batalles legals dels indis contra legislació estatal i federal. Així, el juny del 1976, Russell i Helen Bryan aconseguiren una sentència mercè a la qual no havien de tributar per una casa mòbil a Meech Lake (Minnesota). El 1972 el cas Gurnoe vs. Wisconsin els permeté pescar fora dels límits de la reserva al llac Superior. En total, el 1976 van guanyar en plets $10,109,003.55 per violació de tractats. Durant els anys setanta també es descobrí petroli a les antigues terres de Little Shell, de manera que el govern federal oferí 52 milions $ com a compensació. El cabdill Keyon Little Shell (mort el 1976) succeí com a portaveu tribal Mary Cornelius, cosina segona del pare de Leonard Peltier i militant de l'AIM, que intentà convèncer la tribu que no acceptessin, ja que perdrien el dret a qualsevol reclamació posterior i podrien explotar-les quan volguessin.
Aquest militant ha vist com, des del 1969, la BIA li ha fet perdre un net a la seva filla d'una pallissa i l'ha perseguit. Endemés, la situació social i sanitària és deplorable, com ho mostra el fet que el 1970 els d'Ontario patiren l'epidèmia Minimata. I el 1989-1990, els de Wisconsin protagonitzaren alguns actes de violència tot reivindicant els seus drets de pesca. El 1984, foren reconeguts com a tribu els Grand Traverse (Michigan), el 1988 la Lac Vieux Desert Band i el 1994 la Pokagon Band. El 1984 els de Bay Mills van crear un casino.

## Llista de chippewa
- Dennis Banks
- Clyde Bellecourt
- Vernon Bellecourt
- Chief Bender
- Edward Benton Banai
- Ignatia Broker
- George Copway
- William D'Arcy McNickle
- Louise Erdrich
- Adam Fortunate Eagle
- Drew Hayden Taylor
- Hole-in-the-Day
- Basil H. Johnston
- Jane Johnston Schoolcraft
- Peter Jones
- Roger Jourdain
- Maude Kegg
- Winona LaDuke
- Norval Morrisseau
- Jim Northrup
- Gordon Regguinti
- William Whipple Warren
- Wub-e-ke-niew